# Рух чистих сердець

Рух чистих сердець — (скорочено РЧС) молодіжний католицький рух, мета якого полягає в тому, щоб жити в чистій любові (чистота серця), і свободі, що виходить від Христа. Члени руху популяризують серед молоді ідеї статевої стриманості до завершення таїнства шлюбу. РЧС не відкриває нічого нового, закликаючи до того, щоб віддати себе Христу. Його члени дають клятву турбуватися про перебування у стані освячуючої ласки та беруть зобов’язання утримуватися від статевих стосунків до подружнього життя, а також звільнятися від усіляких шкідливих звичок. Більше інформації можна знайти на сторінці, а також у кожному номері журналу «Любіть одне одного!».